# 2.ª Divisão Panzer (Alemanha)

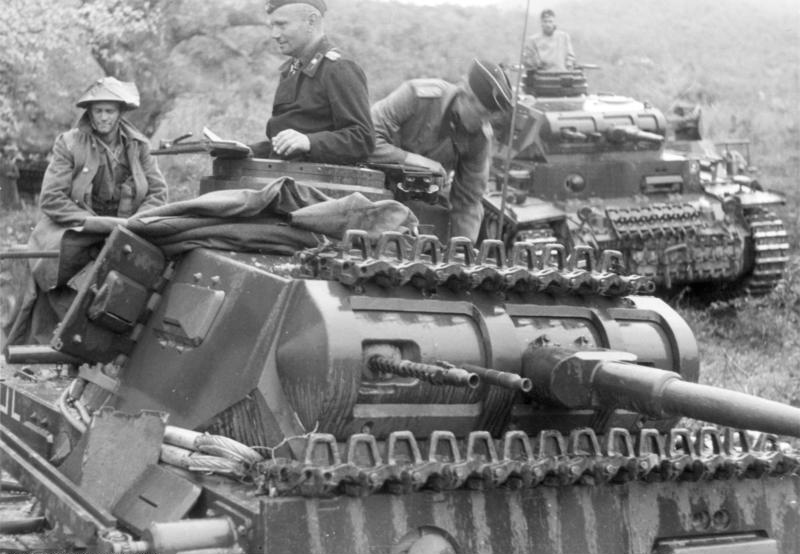
Blindados da 2º Divisão panzer alemã

A 2ª Divisão Panzer (em alemão:  2. Panzer-Division) foi uma unidade militar blindada da Alemanha que esteve em serviço durante a Segunda Guerra Mundial.

## História
A 2ª Divisão Panzer foi criada no dia 15 de outubro de 1935 em Würzburg sendo compostos pelos 3º e 4º Regimentos Panzer. O comando da unidade foi designado para Heinz Guderian. No ano de 1938 a divisão foi transferida para a cidade de Viena. No início da Segunda Guerra Mundial, uma grande proporção das tropas que compunham a divisão era formada por austríacos.
Participou da Invasão da Polônia, estando subordinada ao 14º Exército. No mês de janeiro de 1940 a divisão foi transferida para o 12º Exército.
Quando se iniciou a campanha francesa foi subordinado ao XIX Corpo de Exército e a partir do dia 8 de junho de 1940 ao XXXIX Corpo de Exército, conseguindo capturar Abbeville e em seguida auxiliou na captura das tropas francesas e britânicas em Dunquerque. Ao final da campanha, perdeu o 4º Regimento Panzer que foi utilizado para formar a 13ª Divisão Panzer, tendo recebido em seu lugar o Schüt-zen-Rgt. 304
No mês de abril de 1941 a divisão foi transferido para a Romênia, entrando em confronto nos Bálcãs. Em seguida lutou na Grécia como parte do XVIII Corpo de Montanha, tomando a cidade de Atenas juntamente com a 6ª Divisão de Montanha. Foi transferida para a Frente Oriental no mês de outubro de 1941, entrando em confronto com o Exército Vermelho nos arredores de Moscou, tendo a parte principal da divisão chegado em Khimki, um porto fluvial localizado a nove quilômetros de Moscou. Alguns dos soldados da divisão afirmaram ter avistado as domas do Kremlin.
A divisão foi forçada a recuar pela contraofensiva lançada pelo Exército Soviético no inverno de 1941-42. Permaneceu no setor central do fronte russo, onde lutou em diversas batalhas defensivas durante o ano de 1942.
Quando a Operação Zitadelle foi lançada no mês de julho de 1943, esteve subordinado ao XLVII Corpo Panzer, sofrendo pesadas baixas no rio Dnieper. Devido a estas baixas foi retirado do fronte e enviado para Somme, na França para se reorganizar.
A divisão esteve nos combates da Normandia no mês de julho de 1944. Participou da contraofensiva que acabou falhando em Mortain no mês de agosto de 1944, onde lutou com os seus 25 blindados restantes. Foi cercado no Bolsão de Falaise e conseguiu escapar com perda de boa parte da divisão.
Foi enviada de volta para a Alemanha e foram incorporados à divisão as partes restantes da 352ª Divisão de Infantaria. Devido a poucos blindados restantes na divisão, eles foram divididos em 14 blindados por companhia, sendo duas companhias da divisão compostas por armas de assalto.
A divisão foi enviada para a contraofensiva do Exército Alemão realizada nas Ardenas, tendo a partes da divisão conseguido chegar até o Meuse. As forças da divisão foram bruscamente reduzidas no ano de 1945, contanto com apenas 200 soldados, 4 blindados e 3 armas de assalto, tropas estas, localizadas no Reno.
As tropas restantes da divisão foram mescladas com a Brigada Thüringen, fazendo parte da defesa de Fulda no mês de abril de 1945 sob o comando do XII Corpo de Exército.

## Comandantes
| Comandante                                     | Data                                                       |
| ---------------------------------------------- | ---------------------------------------------------------- |
| Generalleutnant Heinz Guderian                 | 15 de outubro de 1935 - de fevereiro de 1938               |
| Generalleutnant Rudolf Veiel                   | 1 de março de 1938 - 16 de fevereiro de 1942               |
| Generalleutnant Hans-Karl Freiherr von Esebeck | 17 de fevereiro de 1942 - 31 de maio de 1942               |
| Generalmajor Arno von Lenski                   | 1 de junho de 1942 - ?? junho de 1942 m.d.st.F.b.          |
| Generalleutnant Hans-Karl Freiherr von Esebeck | ?? junho de 1942 - 9 de agosto de 1942                     |
| Oberst Vollrath Lübbe                          | 10 de agosto de 1942 - 28 de agosto de 1942 m.d.st.F.b.    |
| Oberst Karl Fabiunke                           | 29 de agosto de 1942 - 4 de setembro de 1942 m.d.st.F.b.   |
| Generalmajor Vollrath Lübbe                    | 5 de setembro de 1942 - 19 de outubro de 1942 m.d.F.b.     |
| Generalleutnant Vollrath Lübbe                 | 20 de outubro de 1942 - 1 de fevereiro de 1944             |
| Generalleutnant Heinrich Freiherr von Lüttwitz | 1 de fevereiro de 1944 - 5 de maio de 1944                 |
| Generalleutnant Franz Westhoven                | 5 de maio de 1944 - 26 de maio de 1944                     |
| Generalleutnant Heinrich Freiherr von Lüttwitz | 27 de maio de 1944 - 31 de agosto de 1944                  |
| Oberst Eberhard von Nostitz                    | 1 de setembro de 1944 - 20 de setembro de 1944 m.d.st.F.b. |
| Generalmajor Henning Schönfeld                 | 21 de setembro de 1944 - 14 de dezembro de 1944            |
| Oberst Meinrad von Lauchert                    | 15 de dezembro de 1944 - 28 de fevereiro de 1945 m.d.F.b.  |
| Generalmajor Meinrad von Lauchert              | 1 de março de 1945 - 19 de março de 1945                   |
| Generalmajor Oskar Munzel                      | 20 de março de 1945 - 3 de abril de 1945                   |
| Oberst Carl Stollbrock                         | 4 de abril de 1945 - 8 de maio de 1945                     |

## Condecorações
31 membros da 1ª Divisão Panzer foram condecorados com a Cruz de Cavaleiro da Cruz de Ferro e 5 com as Folhas de Carvalho.
| Nome                                                      | Data       | Patente            | Unidade                                                                         |
| --------------------------------------------------------- | ---------- | ------------------ | ------------------------------------------------------------------------------- |
| Cruz de Cavaleiro da Cruz de Ferro com Folhas de Carvalho |            |                    |                                                                                 |
| Lüttwitz Freiherr von, Heinrich [571. EL]                 | 03.09.1944 | Generalleutnant    | Kdr 2. Pz.Div                                                                   |
| Cruz de Cavaleiro da Cruz de Ferro com Folhas de Carvalho |            |                    |                                                                                 |
| Lübbe, Vollrath                                           | 17.08.1943 | Generalleutnant    | Kdr 2. Pz.Div                                                                   |
| Veiel, Rudolf                                             | 03.06.1940 | Generalleutnant    | Kdr 2. Pz.Div                                                                   |
| Vaerst von, Gustav                                        | 30.07.1940 | Oberst             | Kdr 2. Schtz-Brig                                                               |
| Boxberg von, Albrecht                                     | 07.02.1944 | Major              | Kdr II./Pz.Rgt 3                                                                |
| Decker, Karl                                              | 13.06.1941 | Oberstleutnant     | Kdr I./Pz.Rgt 3                                                                 |
| Prien, Peter                                              | 09.05.1945 | Oberleutnant d.R.  | Führer StabsKp/Pz.Rgt 3                                                         |
| Rämsch, Horst                                             | 24.12.1944 | Major              | Kdr II./Pz.Rgt 3                                                                |
| Stotten, Hans-Günther                                     | 04.07.1940 | Leutnant           | Führer 1./Pz.Rgt 3                                                              |
| Weidenbrück, Wilhelm                                      | 16.09.1942 | Oberleutnant       | Chef 5./Pz.Rgt 3                                                                |
| Rödlich, Walter                                           | 05.08.1940 | Oberstleutnant     | Kdr II./Pz.Rgt 4                                                                |
| Back, Hans-Ulrich                                         | 05.08.1940 | Oberstleutnant     | Kdr I./Schtz.Rgt 2                                                              |
| Betz, Karl                                                | 06.03.1942 | Hauptmann          | Führer 2./Schtz.Rgt 2                                                           |
| Bischoffshausen von, Lothar                               | 04.10.1942 | Oberst             | Kdr Pz.Gren.Rgt 2                                                               |
| Buck, Wilhelm                                             | 31.07.1943 | Oberstleutnant     | Kdr Pz.Gren.Rgt 2                                                               |
| Domrich, Otto                                             | 08.08.1943 | Hauptmann          | Kdr I./Pz.Gren.Rgt 2                                                            |
| Jürgen, Friedrich-Wilhelm                                 | 16.06.1940 | Major              | Kdr II./Schtz.Rgt 2                                                             |
| Monschau, Richard                                         | 23.12.1944 | Major              | Kdr II./Pz.Gren.Rgt 2                                                           |
| Renner, Wilhelm                                           | 05.08.1940 | Oberleutnant       | Chef 8./Schtz.Rgt 2                                                             |
| Riechers, Karl                                            | 08.08.1943 | Oberfeldwebel      | Kompanieführer im I./Pz.Gren.Rgt 2                                              |
| Theilen, Heinrich                                         | 04.08.1943 | Obergefreiter      | Gruppenführer i. d. 6./Pz.Gren.Rgt 2                                            |
| Merkel, Herbert-Rudolf                                    | 08.08.1943 | Hauptmann d.R.     | Führer I./Pz.Gren.Rgt 304                                                       |
| Mickley, Karl                                             | 13.06.1941 | Oberleutnant d.R.  | Chef 7./Schtz.Rgt 304                                                           |
| Richter, Johannes                                         | 30.09.1944 | Leutnant           | Führer 2./Pz.Gren.Rgt 304                                                       |
| Schmidhuber, Gerhard                                      | 18.10.1943 | Oberst             | Kdr Pz.Gren.Rgt 304                                                             |
| Wendland, Heinrich                                        | 20.07.1944 | Oberleutnant d.R.  | Chef 5./Pz.Gren.Rgt 304                                                         |
| Endres, Hans                                              | 14.08.1943 | Hauptmann          | Führer I./Pz.Art.Rgt 74                                                         |
| Hammerschmidt, Josef                                      | 28.03.1945 | Leutnant d.R.      | stellv. Führer 8./Pz.Art.Rgt 74                                                 |
| Anders, Friedrich                                         | 14.08.1943 | Oberfeldwebel      | Zugführer i. d. 3./Pz.Aufkl.Abt 2                                               |
| Gath, Heinrich                                            | 11.10.1943 | Stabsfeldwebel     | Zugführer i. d. 2./Pz.Aufkl.Abt 2                                               |
| Kuntz, Albert                                             | 06.02.1944 | Hauptmann          | Führer Pz.Aufkl.Abt 2                                                           |
| Reittinger, Otto                                          | 23.10.1944 | Unteroffizier      | Gruppenführer i. d. Pz.Aufkl.Abt 2                                              |
| Walter, Helmut                                            | 09.05.1945 | Hauptmann          | Btl-Fhr i. d. Feld-Uffz-Schule Dahlhausen/Pz.Ausb. Verband Thüringen (2.Pz.Div) |
| Cruz de Cavaleiro da Cruz de Ferro com Folhas de Carvalho |            |                    |                                                                                 |
| Aeckerle, Eugen                                           | 12.03.1944 | Oberfeldwebel      | 2./Pz.Aufkl.Abt. 2                                                              |
| Arnim von, Gustav-Adolf                                   | 13.11.1942 | Oberleutnant       | I./Pz.Gren.Rgt. 304                                                             |
| Arnold, Herbert                                           | 21.10.1944 | Oberfähnrich       | 8./Pz.Rgt. 3                                                                    |
| Asam, Rudolf                                              | 21.10.1943 | Hauptmann          | Pz.Pi.Btl. 38                                                                   |
| Becker, Eugen                                             | 16.10.1942 | Oberleutnant       | 9./Pz.Art.Rgt. 74                                                               |
| Bennigsen von, Walter                                     | 20.11.1942 | Oberleutnant       | 7./Pz.Rgt. 3                                                                    |
| Berg, Ernst                                               | 14.02.1942 | Leutnant           | I./Schtz.Rgt. 304                                                               |
| Beschwitz Freiherr von, Werner                            | 15.12.1941 | Oberleutnant       | 7./Pz.Rgt. 3                                                                    |
| Beyer, Josef                                              | 21.08.1942 | Oberleutnant       | 5./Pz.Gren.Rgt. 2                                                               |
| Bieligk, Herbert                                          | 03.11.1943 | Obergefreiter      | 7./Pz.Gren.Rgt. 304                                                             |
| Boxberg von, Albrecht                                     | 15.12.1941 | Oberleutnant       | 1./Pz.Rgt. 3                                                                    |
| Buck, Erich                                               | 28.02.1942 | Major              | I./Schtz.Rgt. 304                                                               |
| Creuznacher, Kurt                                         | 14.02.1942 | Major              | Kradschtz.Btl. 2                                                                |
| Dannenberg, Rolf                                          | 21.02.1944 | Oberleutnant       | I.(Sf)/Pz.Art.Rgt. 74                                                           |
| Decker, Karl                                              | 01.08.1942 | Oberst             | Kdr. Pz.Rgt. 3                                                                  |
| Dietrich, Richard                                         | 25.04.1942 | Oberfeldwebel      | 2./Schtz.Rgt. 2                                                                 |
| Dill, Hans-Joachim                                        | 02.07.1942 | Hauptmann          | 10./Schtz.Rgt. 304                                                              |
| Dous, Helmuth                                             | 28.02.1942 | Hauptmann          | I./Art.Rgt. 74                                                                  |
| Drechsel, Paul                                            | 10.08.1943 | Oberwachtmeister   | 1.(Sf)/Pz.Art.Rgt. 74                                                           |
| Dürkes, Werner                                            | 05.04.1943 | Oberleutnant d.R.  | Kradschtz.Btl. 2                                                                |
| Ebenberger, Wilhelm                                       | 16.10.1942 | Oberwachtmeister   | 9./Pz.Art.Rgt. 74                                                               |
| Eberle, Josef                                             | 14.03.1943 | Oberfeldwebel      | 5./Pz.Rgt. 3                                                                    |
| Eckert, Karl                                              | 03.12.1942 | Gefreiter          | 3./Pz.Gren.Rgt. 304                                                             |
| Edlinger, Franz                                           | 27.03.1944 | Leutnant           | 2./Pz.Gren.Rgt. 2                                                               |
| Esebeck Freiherr von, Hans-Karl                           | 23.08.1942 | Generalmajor       | Kdr. 2. Pz.Div.                                                                 |
| Fabiunke, Karl                                            | 14.02.1942 | Oberst             | Art.Rgt. 74                                                                     |
| Ferdinand, Wilhelm                                        | 23.06.1942 | Oberleutnant       | 8./Schtz.Rgt. 2                                                                 |
| Fickenscher, Ernst                                        | 07.07.1942 | Oberfeldwebel      | 5./Schtz.Rgt. 2                                                                 |
| Fieguth, Heinz                                            | 20.01.1945 | Hauptmann d.R.     | 9./Pz.Gren.Rgt. 2                                                               |
| Forster, Johann                                           | 29.03.1943 | Hauptmann          | Kradschtz.Btl. 2                                                                |
| Frankenberg und Prochlitz von, Kurt-Egbert                | 25.04.1942 | Oberleutnant       | 2./Pz.Jg.Abt. 38                                                                |
| Fröhlich, Otfried                                         | 31.01.1945 | Oberleutnant       | I./Pz.Gren.Rgt. 2                                                               |
| Gamota, Leo Dr.                                           | 27.10.1944 | Oberarzt           | I.(gp)/Pz.Gren.Rgt. 2                                                           |
| Göricke, Hans-Otto                                        | 29.01.1945 | Hauptmann d.R.     | Pz.Gren.Rgt. 2                                                                  |
| Hanff, Herbert                                            | 09.10.1942 | Oberfeldwebel      | 8./Pz.Rgt. 3                                                                    |
| Hannemann, Ruprecht                                       | 01.12.1941 | Oberleutnant       | 2./Pz.Jg.Abt. 2                                                                 |
| Hantsch, Gottfried                                        | 02.02.1942 | Unteroffizier      | 1./Pz.Jg.Abt. 38                                                                |
| Hausel, Karl                                              | 10.08.1943 | Hauptmann          | II./Pz.Art.Rgt. 74                                                              |
| Heinlein, Walter                                          | 21.02.1944 | Oberleutnant       | 2./Pz.Art.Rgt. 74                                                               |
| Heller, Hugo                                              | 21.02.1944 | Oberfeldwebel      | 2./Pz.Pi.Btl. 38                                                                |
| Henn, Josef                                               | 09.10.1942 | Hauptmann d.R.     | Pz.Pi.Btl. 38                                                                   |
| Hild, Karl                                                | 03.10.1944 | Oberleutnant       | Pz.Aufkl.Abt. 2                                                                 |
| Holzinger, Alfred                                         | 29.01.1945 | Oberleutnant d.R.  | l./Pz.Gren.Rgt. 2                                                               |
| Hoppe, Hans                                               | 25.05.1942 | Oberstleutnant     | II./Schtz.Rgt. 2                                                                |
| Islinger, Otto                                            | 29.11.1942 | Oberfeldwebel      | 2./Pz.Pi.Btl. 38                                                                |
| Jahn, Leonhard                                            | 26.12.1943 | Feldwebel          | 1./Pz.Pi.Btl. 38                                                                |
| Jordan von, Hans-Jürgen                                   | 07.03.1942 | Oberleutnant       | 3./Art.Rgt. 74                                                                  |
| Kessler, Erich                                            | 12.08.1942 | Feldwebel          | 5./Pz.Rgt. 3                                                                    |
| Klumpp, Alois                                             | 12.08.1942 | Oberfeldwebel      | 7./Pz.Rgt. 3                                                                    |
| Knauer, Heinrich                                          | 27.10.1944 | Leutnant           | I.(gp)/Pz.Gren.Rgt. 2                                                           |
| Knoth, Karl                                               | 30.11.1944 | Leutnant d.R.      | 6./Pz.Gren.Rgt. 2                                                               |
| Kriz, Adalbert                                            | 02.04.1943 | Unteroffizier      | 5./Pz.Rgt. 3                                                                    |
| Kröcher, Walter                                           | 14.02.1942 | Oberleutnant       | Kradschtz.Btl. 2                                                                |
| Lahr von der, Karl                                        | 24.0.1942  | Wachtmeister       | 3./Art.Rgt. 74                                                                  |
| Lawatsch, Friedrich                                       | 16.10.1942 | Hauptmann          | III./Pz.Art.Rgt. 74                                                             |
| Lehsten von, Joachim                                      | 08.03.1945 | Major              | l./Pz.Rgt. 3                                                                    |
| Lübbe, Vollrath                                           | 06.03.1943 | Generalmajor       | Kdr. 2. Pz.Div.                                                                 |
| Magold, Hanns                                             | 02.01.1942 | Oberleutnant       | Stab II./Art.Rgt. 74                                                            |
| Malm, Franz                                               | 06.01.1945 | Leutnant           | 5./Pz.Gren.Rgt. 304                                                             |
| Metz, Hans                                                | 15.09.1943 | Oberleutnant d.R.  | 1./Pz.Art.Rgt. 74                                                               |
| Mickley, Karl                                             | 07.07.1942 | Hauptmann d.R.     | 7./Schtz.Rgt. 304                                                               |
| Mirow, Eugen                                              | 12.10.1944 | Leutnant           | Pz.Aufkl.Abt. 2                                                                 |
| Neugeborn, Josef                                          | 27.10.1944 | Leutnant d.R.      | Pz.Pi.Btl. 38                                                                   |
| Oehme, Herbert                                            | 10.10.1942 | Hauptmann          | 8./Pz.Rgt. 3                                                                    |
| Pohl, Kurt                                                | 03.11.1943 | Feldwebel          | 7./Pz.Rgt. 3                                                                    |
| Regener, Wilhelm                                          | 09.10.1942 | Feldwebel          | 2./Pz.Gren.Rgt. 2                                                               |
| Reichmann, Erich                                          | 29.11.1941 | Major              | II./Schtz.Rgt. 304                                                              |
| Reimold, Hans                                             | 17.08.1944 | Oberleutnant       | 2./Pz.Gren.Rgt. 2                                                               |
| Reinke, Arno                                              | 29.11.1941 | Major              | I./Art.Rgt. 74                                                                  |
| Roland, Heinz                                             | 03.11.1943 | Hauptmann          | 4./Pz.Aufkl.Abt. 2                                                              |
| Rudolph, Hans-Heinz                                       | 19.12.1943 | Oberleutnant       | II./Pz.Art.Rgt. 74                                                              |
| Rupp, Rupert                                              | 03.11.1943 | Feldwebel          | 5./Pz.Rgt. 3                                                                    |
| Salb, Hans                                                | 25.04.1942 | Leutnant           | 2./Schtz.Rgt. 2                                                                 |
| Sallmuter, Josef                                          | 18.03.1943 | Obergefreiter      | 1./Pz.Pi.Btl. 38                                                                |
| Scheuering, Theodor                                       | 14.02.1942 | Unteroffizier d.B. | 3./Kradschtz.Btl. 2                                                             |
| Schkopp von, Bernhard                                     | 21.10.1944 | Major              | Pz.Aufkl.Abt. 2                                                                 |
| Schmelzer, Georg                                          | 30.11.1944 | Oberfeldwebel      | 5./Pz.Gren.Rgt. 2                                                               |
| Schmidt, Anton                                            | 21.10.1943 | Feldwebel          | 5./Pz.Aufkl.Abt. 2                                                              |
| Schneider, Adolf                                          | 28.02.1942 | Feldwebel          | 4./Schtz.Rgt. 304                                                               |
| Schöner, Franz                                            | 30.12.1944 | Oberleutnant d.R.  | 8./Pz.Art.Rgt. 74                                                               |
| Scholing, Günter                                          | 08.02.1945 | Hauptmann          | 1./Pz.Gren.Rgt. 304                                                             |
| Schwenke, Erich                                           | 03.10.1944 | Oberfeldwebel      | 8./Pz.Rgt. 3                                                                    |
| Stocker, Karl                                             | 31.01.1945 | Oberleutnant d.R.  | 2./He.-Flak.Art.Abt. 273                                                        |
| Stöckhert, Hermann                                        | 13.05.1943 | Oberleutnant       | II./Pz.Rgt. 3                                                                   |
| Treuberg Fischler Graf von, Henrich                       | 27.10.1944 | Hauptmann          | Pz.Pi.Btl. 38                                                                   |
| Trost, Rudolf                                             | 08.11.1944 | Unteroffizier      | 4./Pz.Gren.Rgt. 2                                                               |
| Tulzer, Wilhelm                                           | 03.10.1944 | Oberleutnant d.R.  | 8./Pz.Rgt. 3                                                                    |
| Voigt, Otto                                               | 05.05.1943 | Feldwebel          | 1./Pz.Gren.Rgt. 304                                                             |
| Wassmann, Rudolf                                          | 29.11.1941 | Oberleutnant d.R.  | Schtz.Rgt. 304                                                                  |
| Weidenbrück, Wilhelm                                      | 02.01.1942 | Oberleutnant       | 5./Pz.Rgt. 3                                                                    |
| Willing, Gerhard                                          | 26.06.1942 | Major              | I./Pz.Rgt. 3                                                                    |
| Zimmermann, Karl-Viktor                                   | 19.04.1942 | Oberleutnant       | 1./Pz.Pi.Btl. 38                                                                |

## Área de operações
| Polônia                           | setembro de 1939 - janeiro de 1940   |
| Frente Ocidental & França         | janeiro de 1940 - setembro de 1940   |
| Polônia                           | setembro de 1940 - abril de 1941     |
| Bálcãs                            | abril de 1941 - setembro de 1941     |
| Frente Oriental, setor central    | setembro de 1941 - fevereiro de 1944 |
| França & Normandia                | fevereiro de 1944 - dezembro de 1944 |
| Ardenas & linha de defesa do Reno | dezembro de 1944 - maio de 1945      |

## Serviço de Guerra
| Data                          | Corpo                     | Exército           | Grupo de Exércitos | Área                  |
| ----------------------------- | ------------------------- | ------------------ | ------------------ | --------------------- |
| 1 de setembro de 1939         | XVIII Corpo de Exército   | 14º Exército       | Süd                | Polônia               |
| 18 de setembro de 1939        | XVII Corpo de Exército    | 14º Exército       | Süd                | Polônia               |
| 22 de setembro de 1939        | VIII Corpo de Exército    | 14º Exército       | Süd                | Polônia               |
| 23 de setembro de 1939        | XVII Corpo de Exército    | 14º Exército       | Süd                | Polônia               |
| 26 de setembro de 1939        | VIII Corpo de Exército    | 14º Exército       | Süd                | Polônia               |
| 27 de setembro de 1939        | XVII Corpo de Exército    | 14º Exército       | Süd                | Polônia               |
| 30 de setembro de 1939        | XVIII Corpo de Exército   | 14º Exército       | Süd                | Polônia               |
| janeiro de 1940               | XIX Corpo de Exército     | 12º Exército       | A                  | Eifel                 |
| maio de 1940                  | z.Vfg.                    | 12º Exército       | A                  | Luxemburgo Dunquerque |
| junho de 1940                 | XXXIX Corpo de Exército   | Guderian (12.)     | A                  | Aisne Belfort         |
| julho / agosto de 1940        | XXXX Corpo de Exército    | BdE                |                    | Heimat                |
| setembro / outubro de 1940    | XXXX Corpo de Exército    | -                  | B                  | Polônia               |
| novembro / dezembro de 1940   | XXXX Corpo de Exército    | 12º Exército       | B                  | Polônia               |
| janeiro de 1941               | XXXX Corpo de Exército    | 17º Exército       | B                  | Polônia               |
| fevereiro de 1941             | Reserva                   | 17º Exército       | B                  | Polônia               |
| março de 1941                 | Reserva                   | 12º Exército       | -                  | Romênia               |
| abril de 1941                 | XVIII Corpo de Exército   | 12º Exército       | -                  | Griechenland          |
| maio de 1941                  | XXXX Corpo de Exército    | 12º Exército       | -                  | Griechenland          |
| junho de 1941                 |                           | BdE                | -                  | Wehrkreis VII         |
| julho / agosto de 1941        | Reserva                   | OKH                | Süd                | Polônia               |
| setembro de 1941              | Reserva                   | 7º Exército        | D                  | Sul da França         |
| outubro de 1941               | XXXX Corpo de Exército    | 4º Grupo Panzer    | Mitte              | Wjasma                |
| 12 de outubro de 1941         | XXXXVI Corpo de Exército  | 4º Grupo Panzer    | Mitte              | Moscou                |
| 11 de novembro de 1941        | V Corpo de Exército       | 4º Grupo Panzer    | Mitte              | Moscou                |
| 10 de dezembro de 1941        | LVI Corpo de Exército     | 3º Grupo Panzer    | Mitte              | Moscou (Klin)         |
| 11 de dezembro de 1941        | XXXXI Corpo de Exército   | 3º Grupo Panzer    | Mitte              | Moscou (Klin)         |
| 1 de janeiro de 1942          | XXXXI Corpo de Exército   | 3º Exército Panzer | Mitte              | Karmanowo             |
| 4 de janeiro de 1942          | XXXXI Corpo de Exército   | 9º Exército        | Mitte              | Rshew                 |
| maio / julho de 1942          | Gruppe Esebeck            | 9º Exército        | Mitte              | Byeloye               |
| agosto de 1942                | Reserva                   | 9º Exército        | Mitte              | Rshew                 |
| setembro / outubro de 1942    | XXXXVI Corpo de Exército  | 9º Exército        | Mitte              | Rshew                 |
| 28 de outubro de 1942         | XXXXVI Corpo de Exército  | 3º Grupo Panzer    | Mitte              | Rshew                 |
| janeiro / março de 1943       | XXXIX Corpo de Exército   | 9º Exército        | Mitte              | Rshew                 |
| abril de 1943                 | Reserva                   | -                  | Mitte              | Smolensk              |
| maio / junho de 1943          | Reserva                   | 2º Exército Panzer | Mitte              | Smolensk              |
| julho de 1943                 | XXXXVII Corpo de Exército | 9º Exército        | Mitte              | Orel                  |
| agosto de 1943                | Reserva                   | 9º Exército        | Mitte              | Orel                  |
| setembro de 1943              | IX Corpo de Exército      | 4º Exército        | Mitte              | Jelnja                |
| 4 de outubro de 1943          | LVI Corpo de Exército     | 2º Exército        | Mitte              | Tschernigow Kiev      |
| novembro de 1943              | Reserva                   | 2º Exército        | Mitte              | Gomel                 |
| dezembro de 1943              | LVI Corpo de Exército     | 2º Exército        | Mitte              | Gomel                 |
| 15 de janeiro / março de 1944 | Reserva                   | 15º Exército       | D                  | Amiens                |
| abril / junho de 1944         | Reserva                   | -                  | B                  | Amiens                |
| 2 de junho de 1944            | XXXXVII Corpo de Exército | Panzergruppe West  | B                  | Normandia             |
| agosto de 1944                |                           |                    |                    |                       |
| setembro de 1944              | I Corpo Panzer SS         | 7º Exército        | B                  | Eifel Prüm            |
| outubro / novembro de 1944    | LXVI Corpo de Exército    | 7º Exército        | B                  | Bitburg               |
| dezembro de 1944              | Reserva                   | 7º Exército        | B                  | Ardenas               |
| janeiro de 1945               | LVIII Corpo de Exército   | 5º Exército Panzer | B                  | Ardenas               |
| fevereiro / março de 1945     | XIII Corpo de Exército    | 7º Exército        | B                  | Mosel Hunsrück        |
| abril de 1945                 | Wehrkreis XII             | 7º Exército        | G                  | Reno Rhön             |
| maio de 1945                  | XIII Corpo de Exército    | 7º Exército        | Mitte              | Plauen                |